# Pontpierre

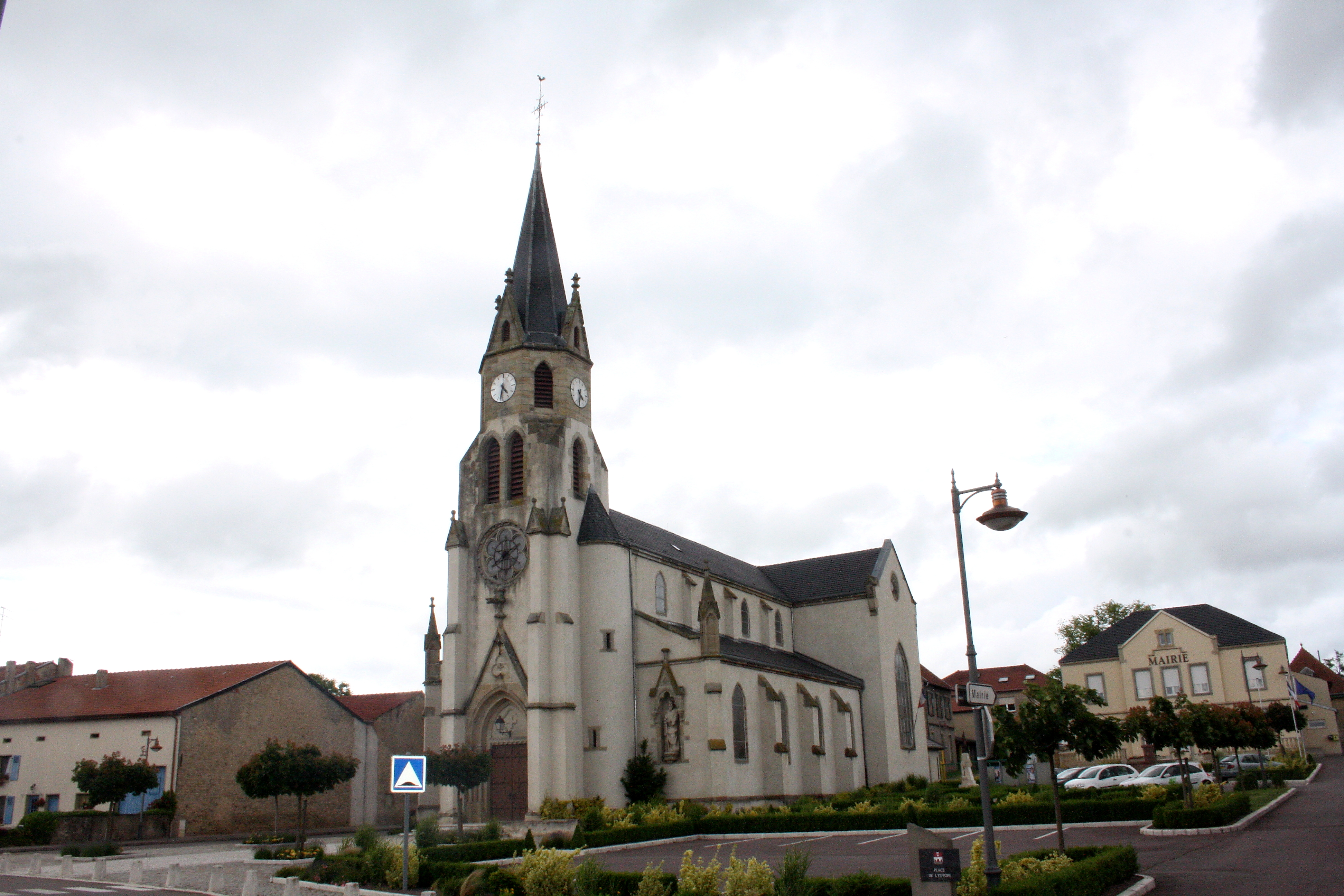
Kirche St. Kalixtus

Pontpierre (deutsch Steinbiedersdorf, lothringisch Stémbidaschtroff) ist eine französische Gemeinde mit 751 Einwohnern (Stand 1. Januar 2022) im Département Moselle in der Region Grand Est (bis 2015 Lothringen).

## Geographie
Die Gemeinde liegt in Lothringen am rechten Ufer der Deutschen Nied, etwa 36 Kilometer ostsüdöstlich von Metz, zwanzig Kilometer südöstlich von Boulay-Moselle (Bolchen) und drei Kilometer östlich von Faulquemont (Falkenberg) sowie  neun Kilometer südwestlich von Saint-Avold (Sankt Avold). 
Durch den Westen des Gemeindegebietes führt die hier zweistreifig ausgebaute Schnellstraße von Saint-Avold nach Pont-à-Mousson (D 910).

## Geschichte
Ältere Ortsbezeichnungen sind Stegenbiedersdorf (1026),  Nidraken, alias Pontdemied (1544), Steinbrück und Le Pont de Pierre (1604).
Das Dorf war bis ins 18. Jahrhundert Teil der Grafschaft Kriechingen des Heiligen Römischen Reichs, wurde 1766 anlässlich der Annexion Lothringens durch Frankreich zusammen mit dieser vom französischen König an Nassau-Saarbrücken übergeben und dann 1793 aber von Frankreich besetzt und ebenfalls annektiert, was 1801 im Frieden von Lunéville anerkannt werden musste. Seinen französischen Namen, der sich auf die Brücke über die Nied bezieht, erhielt der Ort erst danach.
Durch den Frankfurter Frieden vom 10. Mai 1871 kam das Gebiet an das deutsche Reichsland Elsaß-Lothringen, und das Dorf wurde dem Kreis Bolchen im Bezirk Lothringen zugeordnet. Die Dorfbewohner betrieben Getreide- und Tabakbau sowie Viehzucht und Viehhandel.
Nach dem Ersten Weltkrieg musste die Region aufgrund der Bestimmungen des Versailler Vertrags 1919 an Frankreich abgetreten werden. Im Zweiten Weltkrieg war die Region von der deutschen Wehrmacht besetzt.
Das Dorf hatte im 18. Jahrhundert eine kleine jüdische Gemeinde, über die 1999 ein Buch erschien, das auch ins Englische und Russische übersetzt wurde.

### Demographie
Im Jahr 1871 hatte das Dorf eine Gemarkungsfläche von 540 Hektar, 193 Häuser und 801 meist römisch-katholische Einwohner, unter denen sich 80 Juden befanden. 1910 wurden 621 Einwohner gezählt.
| Jahr      | 1962 | 1968 | 1975 | 1982 | 1990 | 1999 | 2007 | 2019 |
| Einwohner | 628  | 590  | 569  | 579  | 661  | 725  | 789  | 733  |

## Wappen
Das Gemeindewappen ist „redend“ (pont = Brücke); das Schildlein mit rotem Balken ist das Emblem der ehemaligen Grafschaft Kriechingen (bzw. der heutigen Kleinstadt Créhange).

## Sehenswürdigkeiten
- Kirche St. Kalixtus (Église de Saint-Calixte)
- Kapelle der vom Guten Gott Verlassenen (Chapelle du du Bon-Dieu-Abandonné)

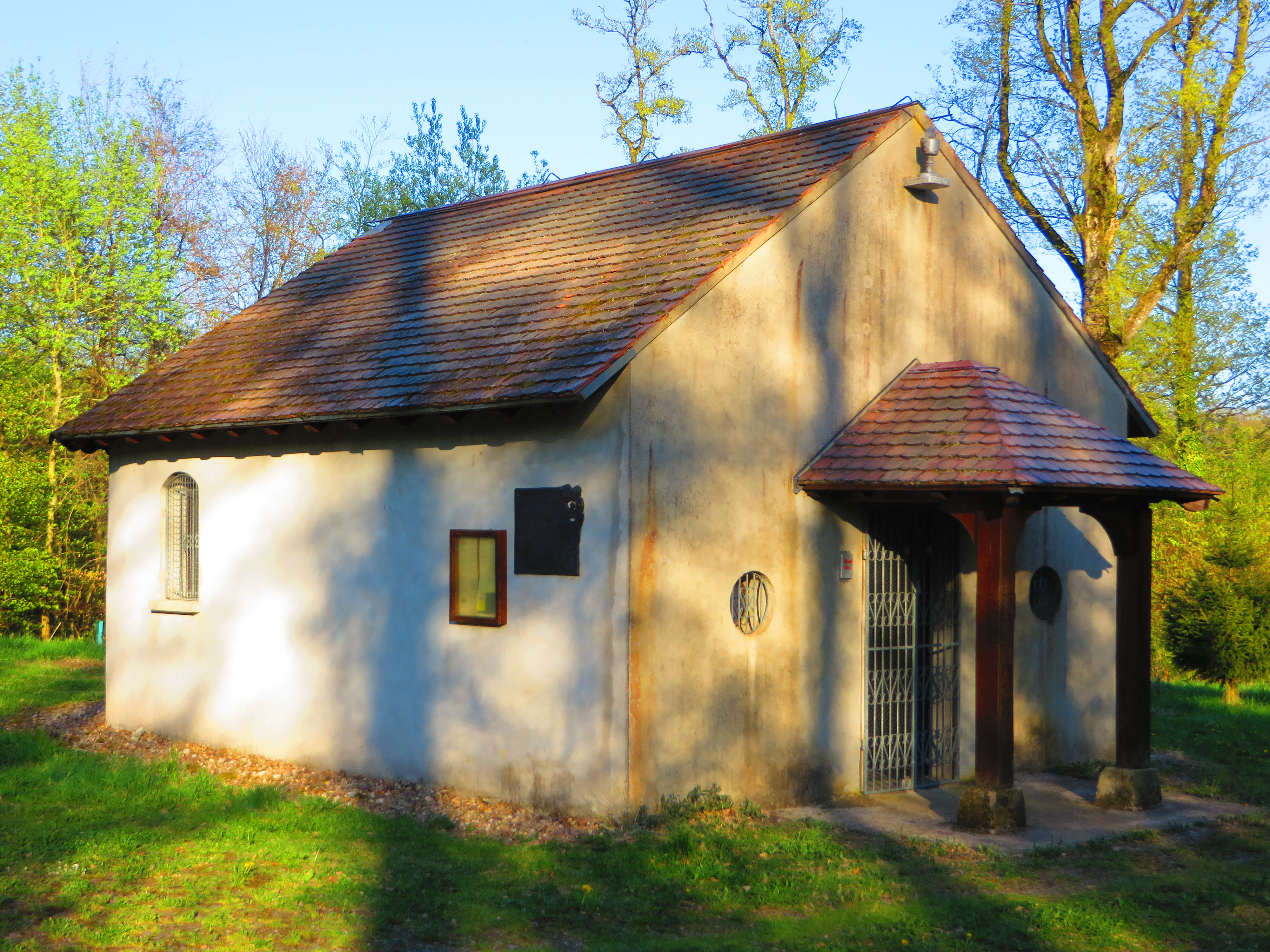
Kapelle der vom Goten Gott Verlassenen
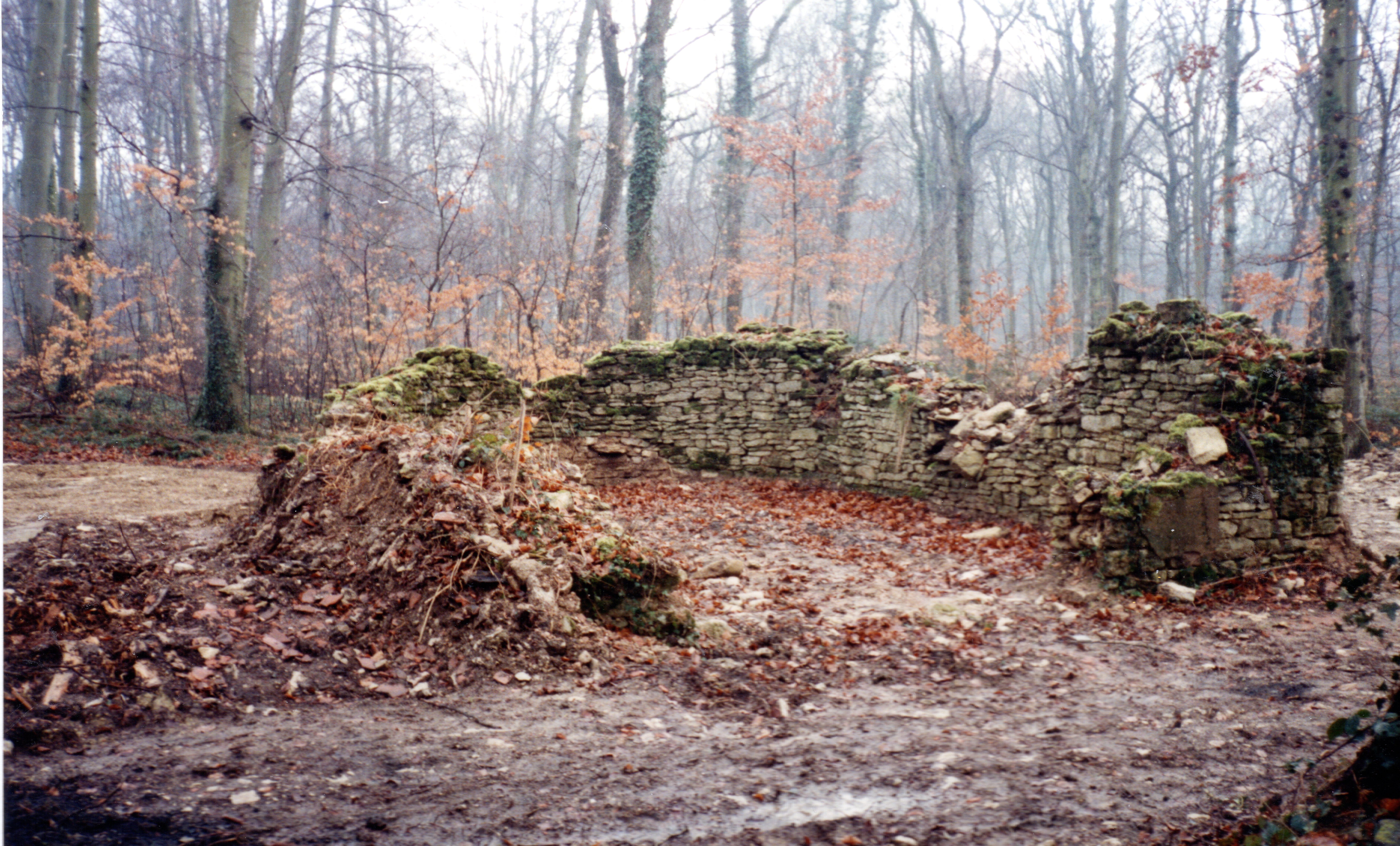
Ruinen einer früheren Kapelle (1994)